# Sowelu
Sowelu（ソエル、1982年11月6日 - ）は、日本のソウル・R&B系の歌手。東京都出身。Soweluとは、ルーン文字で太陽を意味する。かつて研音、エイベックス・エンタテインメントに所属したが、現在は事務所やレコード会社に所属せずにフリーランスで活動する。

## 人物
- 母方がアイルランド系アメリカ人とのクォーターで、英語と日本語で会話するバイリンガルである。
- 幼少期からマライア・キャリーやジャネット・ジャクソンなどの洋楽に影響を受ける[2]。
- 15歳の時にオーディションをきっかけに芸能界に入る[3]。当初は「原田亜希」名義でマナセプロダクションに所属、グラビアアイドルとして多数の雑誌で活動。そして「平尾昌晃ミュージックスクール・東京校」で歌のレッスンをし、2002年1月9日に歌手デビュー。以降活動休止期間を経て現在に至る。
- 父親はCharらと共演したこともあるドラマーの嶋田吉隆。2006年4月29日に大阪城ホールで行われたライブイベント「OSAKOCK CITY“共鳴野郎”」で父親と初共演を果たし、その後、2015年3月15日に渋谷WWWで行われた「Sowelu トーク&ライブ「泣き会」」にて約9年ぶりに再び共演している。その月日の経過に対し、Soweluはステージ上で「Oh my god!」と驚嘆している。
- 母親のことを「マミ」と呼んでいる[4]。
- 幼い頃に両親が離婚し[5]、母親が一人で彼女と弟の隆介[4]（現在のマネージャー）を育てた。
- 3歳下[6]の弟の隆介とは非常に仲が良く、周囲に恋人と間違われる事もある[7]。自身のブログでもその仲の良さがうかがえる記述が多く存在する。
- 2015年のフリーランスでの活動再開時は、自分でライブハウス等に電話して予約したり、バンドメンバーへのブッキングを行った。この時に今まで自分の為に動いてくれていたスタッフの有難さを実感したと語っている[6]。

## 来歴
- 2002年
  - 1月9日　CHEMISTRY、平井堅、m-floなどが参加した、松尾潔プロデュースのコンピレーションアルバム『SMOOTH』に正式デビュー前の新人でありながら抜擢され、「across my heart」でプレデビュー。
  - 3月13日　2002 FIFAワールドカップテーマソング「Let's Get Together Now」に、日韓合同ユニット「Voices of KOREA / JAPAN」のメンバーとしてCHEMISTRYと共に参加。
  - 4月17日　1stシングル「beautiful dreamer」で正式デビュー。オリコン初登場20位を記録した。
- 2003年
  - 1月　3rdシングル「Rainbow / breath〜想いの容量〜」がフジテレビ系テレビドラマ『熱烈的中華飯店』の主題歌に起用された。全国18局のAM／FMラジオ局のヘビーローテーションに選定された。
  - 4月　北海道内3か所でアコースティックライブイベント「Sowelu Sweetheart LIVE」を行った。
  - 6月25日　1stアルバム『Geofu』（ギューフ）（ルーン文字で贈り物 gift・天性の才能・愛情を意味する）をリリース。オリコンアルバムチャートで初登場第5位（最高位4位）を記録し、累計30万枚を超えるロングヒットとなった。
- 2004年
  - 台湾のテレビ局「TVBS-G」にて初の海外ライブを行った。
- 2005年
  - 1月7日　2ndアルバム『SWEET BRIDGE』をリリース。オリコンアルバムチャート最高位5位を記録した。
  - 2月11日 - 2月24日、初のライブツアー「Be happy ♥」を全国6都市（札幌、仙台、東京、名古屋、大阪、福岡）で行った。
- 2006年
  - 4月　13thシングル「Dear friend」がフジテレビ系月9ドラマ『トップキャスター』の主題歌に起用された。ドラマの内容に合わせ、女性の友情をテーマに仕上げた。
  - 7月12日　3rdアルバム『24 -twenty four-』をリリース。オリコンアルバムチャート最高位3位を記録した。
  - 8月16日　AFCアジアカップ2007予選第2戦日本対イエメン戦にて君が代を独唱した。
  - 8月20日・8月27日　「a-nation '06」に出演した。
  - 9月7日 - 9月30日　ライブツアー「Be happy ♥ 2006」を全国6都市（札幌、新潟、東京、名古屋、大阪、福岡）で行った。
  - 11月2日 - 11月26日　全国6か所で学園祭ツアーを行った。
- 2007年
  - 4月17日　デビュー5周年記念イベント「Sowelu Be happy〜5th.Anniversary Special〜」を行った。
  - 8月29日　EXILE、DOBERMAN INCとのコラボレーションした「24karats -type S-」をリリース。初出演となるCMキリン「スパークル」の放映も開始された。
- 2008年
  - 4月9日　4thアルバム『Naked』をリリース。
- 2009年
  - 自身初のBESTアルバムをリリース。研音、デフスターレコーズとの契約が終了に伴い、エイベックスのレーベルrhythm zoneに移籍した。
- 2010年
  - 12月1日　5thアルバム『Love & I. 〜恋愛遍歴〜』をリリース。
- 2012年
  - 5月18日　自身のブログで活動停止を発表[8]。
  - 5月30日　6thアルバム『29 Tonight』をリリース。
  - 9月から事務所やレコード会社に所属しない。
- 2013年
  - 自身2度目のBESTアルバムをリリース。
- 2014年
  - 11月19日　自転車運転中に歩行者と衝突事故を起こし、右側頭部を強打。救急車で搬送される[9][10]。
- 2015年
  - 1月18日　自身のブログで活動再開と、およそ3年ぶりのライブ開催（2月18日）を発表する[11]。
  - 4月17日　個人運営の公式サイト 「Sowelu Official Website」 を開設。同時に、2015年6月に大阪、福岡においてワンマンライブ開催を発表[12]。
  - 11月16日　ポリープ手術のため入院[13]。

## 作品

### CD

#### シングル
| 枚   | 発売日         | タイトル                     |
| ---- | -------------- | ---------------------------- |
| 1st  | 2002年4月17日  | beautiful dreamer            |
| 2nd  | 2002年10月23日 | Part of me                   |
| 3rd  | 2003年2月26日  | Rainbow/breath〜想いの容量〜 |
| 4th  | 2003年5月28日  | Fortune                      |
| 5th  | 2003年10月8日  | Glisten                      |
| 6th  | 2004年4月21日  | No Limit                     |
| 7th  | 2004年9月1日   | I Will                       |
| 8th  | 2004年11月17日 | Last Forever                 |
| 9th  | 2005年2月2日   | Do You Remember That?        |
| 10th | 2005年6月22日  | Let's go faraway             |
| 11th | 2005年11月16日 | Get Over                     |
| 12th | 2006年2月1日   | to YOU                       |
| 13th | 2006年5月10日  | Dear friend                  |
| 14th | 2007年1月24日  | 幸せのちから                 |
| 15th | 2007年6月20日  | 誰より好きなのに             |
| 16th | 2007年8月29日  | 24karats -type S-            |
| 17th | 2007年12月19日 | 光                           |
| 18th | 2008年3月12日  | Wish                         |
| 19th | 2009年2月25日  | MATERIAL WORLD               |

#### アルバム

##### オリジナルアルバム
| 枚  | 発売日        | タイトル               |
| --- | ------------- | ---------------------- |
| 1st | 2003年6月25日 | Geofu                  |
| 2nd | 2005年1月7日  | SWEET BRIDGE           |
| 3rd | 2006年7月12日 | 24 -twenty four-       |
| 4th | 2008年4月9日  | Naked                  |
| 5th | 2010年12月1日 | Love & I. 〜恋愛遍歴〜 |
| 6th | 2012年5月30日 | 29 Tonight             |

#### ミニアルバム
| 枚  | 発売日        | タイトル  |
| --- | ------------- | --------- |
| 1st | 2011年8月24日 | Let me... |

##### ベストアルバム
| 枚  | 発売日        | タイトル                  |
| --- | ------------- | ------------------------- |
| 1st | 2009年3月18日 | Sowelu THE BEST 2002-2009 |
| 2nd | 2013年1月16日 | Sowelu Best               |

#### コラボアルバム
| 枚  | 発売日        | タイトル        |
| --- | ------------- | --------------- |
| 1st | 2005年7月20日 | Heads or Tails? |

### 映像作品
|      | 発売日                                   | タイトル                             |
| ---- | ---------------------------------------- | ------------------------------------ |
| Clip | 2005年1月7日（DVD） 2005年4月13日（UMD） | Sowelu Video Clips Vol.1             |
| Live | 2007年6月20日（DVD・Blu-ray）            | Sowelu LIVE TOUR 「Be happy ♥ 2006」 |

### 参加作品
| 発売日         | 曲名                                                                      | 収録された作品                                                                     |
| 2002年1月9日   | across my heart                                                           | Various Artists「SMOOTH」                                                          |
| 2002年3月13日  | Let's Get Together Now                                                    | Voices of KOREA／JAPAN「Let's Get Together Now」                                   |
| 2004年2月25日  | Candy Rain                                                                | Various Artists「SOUL TREE〜a musical tribute to toshinobu kubota〜」              |
| 2004年5月19日  | パールカラーにゆれて                                                      | Various Artists「山口百恵トリビュート Thank You For…」                             |
| 2004年6月23日  | 暁ニ想フ feat. Sowelu                                                     | Miss Monday「暁ニ想フ feat. Sowelu」                                               |
| 2005年2月9日   | GET READY -Nite 2 Remember- feat. Sowelu & BIG-O                          | JHETT a.k.a.YAKKO for AQUARIUS「GET READY -Nite 2 Remember- feat. Sowelu & BIG-O」 |
| 2005年3月9日   | SLY                                                                       | Original Soundtrack「animation BECK soundtrack "BECK"」                            |
| 2005年3月9日   | FOLLOW ME                                                                 | Original Soundtrack「animation BECK soundtrack "BECK"」                            |
| 2005年3月9日   | MOON ON THE WATER                                                         | Original Soundtrack「animation BECK soundtrack "BECK"」                            |
| 2005年3月24日  | Play That Funky Music                                                     | Various Artists「We ♥ Dance Classics vol.1」                                       |
| 2005年5月11日  | Uh／Sowelu, HI-D and JUN 4 SHOT from FIRE BALL                            | Original Soundtrack「female オリジナル・サウンドトラック」                         |
| 2005年5月11日  | LOVE IS STRONGER THAN PRIDE／Sowelu and Jake Shimabukuro                  | Original Soundtrack「female オリジナル・サウンドトラック」                         |
| 2005年5月11日  | Slow Jam／Sowelu and LEO                                                  | Original Soundtrack「female オリジナル・サウンドトラック」                         |
| 2005年6月22日  | New Civilization Of Massive Distraction                                   | LIV「Mi Vida Loca」                                                                |
| 2005年8月24日  | SO EXCLUSIVE／m-flo loves Sowelu                                          | m-flo「BEAT SPACE NINE」                                                           |
| 2005年8月24日  | GET READY -Nite 2 Remember- feat. Sowelu & BIG-O（Notorious D.O.I.Remix） | JHETT a.k.a.YAKKO for AQUARIUS「JHETT BLACK EDITION」                              |
| 2005年11月2日  | SO EXCLUSIVE（CLAZZIQUAI PROJECT remix）／m-flo loves Sowelu              | m-flo「DOPE SPACE NINE」                                                           |
| 2006年5月24日  | Win and Shine                                                             | Ukatrats FC「Win and Shine」                                                       |
| 2006年11月29日 | Piano Man                                                                 | Various Artists「WANNA BE THE PIANO MAN」                                          |
| 2007年8月29日  | 24karats -type EX-／Sowelu, EXILE, DOBERMAN INC                           | EXILE「時の描片〜トキノカケラ〜／24karats -type EX-」                              |
| 2007年8月29日  | 24karats -type D.I-／Sowelu, EXILE, DOBERMAN INC                          | DOBERMAN INC「THE BEST〜TIME 4 SOME ACTION」                                       |
| 2008年7月23日  | The moment I saw you with Sowelu                                          | SOFFet「Jam the Universe」                                                         |
| 2009年9月30日  | Time After Time                                                           | Various Artists「We Love Cyndi -Tribute To Cyndi Lauper-」                         |
| 2009年12月30日 | I am GHOST -孤独な人生- ft. Sowelu                                        | G「I am GHOST -孤独な人生- ft. Sowelu」                                            |
| 2010年1月27日  | 君を想うよ… feat. Sowelu                                                  | Quadraphonic「Quadraphonic」                                                       |
| 2010年6月9日   | HOT BODY feat. Sowelu                                                     | S'capade「S'CAPADE」                                                               |
| 2010年10月20日 | Where is the love duet with Sowelu                                        | KG「Songs of love」                                                                |
| 2010年12月8日  | Brand new day／AILI thanx to Sowelu                                       | AILI「Future」                                                                     |

### タイアップ一覧
| 楽曲                                     | タイアップ                                                                   |                                         |
| ---------------------------------------- | ---------------------------------------------------------------------------- | --------------------------------------- |
| Let's Get Together Now                   | 2002 FIFAワールドカップ公式テーマ曲                                          | Voices of KOREA/JAPAN名義               |
| Part of me                               | accesorry「“PePe”Xmas 2002」CMソング（北海道地区限定）                       |                                         |
| Rainbow                                  | フジテレビ系ドラマ『熱烈的中華飯店』主題歌                                   |                                         |
| breath〜想いの容量〜                     | JFN「ECOLOMUSICキャンペーン」タイアップソング                                |                                         |
| Fortune                                  | TBS系「CDTV」2003年5月度オープニングテーマ                                   |                                         |
| shine                                    | みずほ銀行「スクラッチ」CMソング                                             |                                         |
| Can't take my eyes off of you            | ダイハツ工業「MAX」CMソング                                                  | Can't Take My Eyes Off Of Youのカヴァー |
| Glisten                                  | メナード化粧品「秋ベースメイク 光のキューブ篇」CMソング                      |                                         |
| No Limit                                 | 日本テレビ系「汐留スタイル!」Stylish Play #041                               |                                         |
| I Will                                   | 毎日放送・TBS系アニメ『鋼の錬金術師』エンディングテーマ                      |                                         |
| Last Forever                             | 日本テレビ系ドラマ『ナースマンがゆく』挿入歌                                 |                                         |
| The Rose                                 | ネスレ日本「ネスカフェ プレジデント」CMソング                                |                                         |
| MOON ON THE WATER                        | テレビ東京系アニメ『BECK』エンディングテーマ                                 |                                         |
| Let's go faraway                         | マックスファクター「リップフィニティ プロ」CMソング                          |                                         |
| Morning Train (9 to 5)                   | サントリーチューハイ「カロリ。」CMソング                                     |                                         |
| love for two                             | トリンプ「天使のブラ」CFソング                                               |                                         |
| to YOU                                   | P&Gパンテーンドラマスペシャル『トゥルーラブ』主題歌                          |                                         |
| Finally                                  | 読売テレビ・日本テレビ系アニメ『エンジェル・ハート』オープニングテーマ       |                                         |
| Dear friend                              | フジテレビ系ドラマ『トップキャスター』主題歌                                 |                                         |
| Dear friend                              | 九州朝日放送「ドォーモ」2006年6月度エンディングテーマ                        |                                         |
| 守るべきもの                             | 映画『ポケモンレンジャーと蒼海の王子マナフィ』主題歌                         |                                         |
| 幸せのちから                             | ソニー・ピクチャーズエンタテインメント配給映画「幸せのちから」イメージソング |                                         |
| 誰より好きなのに                         | 読売テレビ・日本テレビ系ワイドショー番組「ザ・ワイド」エンディング・テーマ   |                                         |
| Lie                                      | ランジェリーストア「PEACH JOHN」CMソング                                     |                                         |
| 24karats -type S-                        | 日本テレビ系「音楽戦士 MUSIC FIGHTER」2007年9月オープニングテーマ            | EXILE、DOBERMAN INCとのコラボシングル   |
| SEPTEMBER                                | KIRIN COCKTAIL ｢Sparkle｣ TVCMイメージソング                                  | 本人出演                                |
| 光                                       | 東映配給映画「茶々 天涯の貴妃」主題歌                                        |                                         |
| Still lovin' you                         | 関西テレビ・フジテレビ系「グータンヌーボ」エンディングテーマ                 |                                         |
| Wish                                     | テレビ東京系アニメ『D.Gray-man』エンディングテーマ                           |                                         |
| MATERIAL WORLD                           | 東京テアトル配給映画『罪とか罰とか』主題歌                                   |                                         |
| NEVER feat. VERBAL (m-flo)               | 日本テレビ系『ハッピーMusic』POWER PLAY                                      |                                         |
| こぼれそうな唇 feat. Mummy-D (RHYMESTER) | 小説『こぼれそうな唇』主題歌                                                 |                                         |
| I am GHOST -孤独な人生- ft. Sowelu       | BeeTVドラマ「I am GHOST」主題歌                                              |                                         |
| 君を想うよ…feat.Sowelu                   | TBS系列「CDTV」1月度エンディングテーマ                                       |                                         |

## ライブ

### ワンマンライブ
- Sowelu LIVE TOUR 2005　「Be happy ♥」
  - 2005.02.11　福岡・福岡DRUM LOGOS
  - 2005.02.12　大阪・心斎橋クラブクアトロ
  - 2005.02.17　北海道・札幌PENNY LANE 24
  - 2005.02.19　宮城・仙台ビーブベースメントシアター
  - 2005.02.22　愛知・名古屋クラブクアトロ
  - 2005.02.24　東京・Shibuya O-EAST

### 学園祭ライブ
- 学園祭 TOUR 2005
  - 2005.10.16　大阪・帝塚山学院大学
  - 2005.11.05　東京・立教大学
  - 2005.11.06　福岡・九州女子大学

## 出演

### テレビ
- NUDE（テレビ大阪／2006年5月15日 - 2006年5月19日）
- 音ボケPOPS（BS-TBS／2015年5月17日）
- 有吉反省会（日本テレビ／2015年6月13日(本編)･7月11日(禊編)）
- 有田哲平の夢なら醒めないで（TBS／2017年11月14日）

### 舞台
- ミュージカル『RENT』（東京：2015年9月8日 - 10月9日、シアタークリエ／大阪：2015年10月16日 - 18日、森ノ宮ピロティホール） - ミミ 役

### ラジオ
- Sweetheart Studio（FM NORTH WAVE／日19:00 - 20:00／2002年2月1日 - 放送終了）
- Sweet Sensation（CROSS FM／水24：00 - 25：00／2002年2月1日 - 放送終了）
- オールナイトニッポンR（ニッポン放送／2007年6月23日、古内東子と）
- BE BRILLIANT（ZIP-FM／2015年6月3日 - 24日／ゲスト出演）
- Kiss MUSIC PRESENTER（Kiss-FM／2015年6月25日／ゲスト出演）
- THE NAKAJIMA HIROTO SHOW 802 RADIO MASTERS（FM802／2015年6月26日／ゲスト出演）

### CM
- キリン「スパークル」

### その他
- Mise Mono Go! Yeahhh!!!展（西武渋谷店／2015年5月1日 - 10日／KAGE6SHAによるアート作品のモデル[14]）